# Darko Božović
Pour les articles homonymes, voir Božović.
Ne doit pas être confondu avec Darko (vidéaste web).
Darko Božović est un footballeur international monténégrin né le 9 août 1978 à Podgorica (Monténégro). Il évolue actuellement dans le club serbe du Sloboda Užice au poste de gardien de but.

## Carrière

### En club
- 1996-97 : Teleoptik Zemun  Serbie
- 1997-00 : Srem Sremska Mitrovica  Serbie
- 2000-02 : OFK Mladenovac  Serbie
- 2002-04 : Timok Zaječar  Serbie
- 2004-05 : Srem Sremska Mitrovica  Serbie
- 2006-07 : Bezanija Novi Belgrade  Serbie
- 2007-10 : Partizan Belgrade  Serbie
- 2011- : Sloboda Užice  Serbie

### En sélection nationale
Darko Božović fait ses débuts en équipe nationale du Monténégro le 17 octobre 2007 contre l'Estonie.
2 sélections et 0 but avec Monténégro depuis 2007.